# Film a trucchi
All'alba della storia del cinema, i film a trucchi erano cortometraggi muti realizzati appositamente per sperimentare l'utilizzo di effetti speciali innovativi.

## Storia
Questo genere di cortometraggi fu sviluppato dal regista francese Georges Méliès in alcuni dei suoi primi esperimenti cinematografici e i suoi lavori rimangono gli esempi più emblematici di film a trucchi. Fra gli altri pionieri del genere si possono citare i francesi Émile e Vincent Isola, gli illusionisti inglesi David Devant e John Nevil Maskelyne, e i cineasti statunitensi Billy Bitzer e James Stuart Blackton.
Nei primi anni della cinematografia, specialmente nel decennio 1898-1908, quello dei film a trucchi fu uno dei generi più popolari al mondo, e prima del 1906 esso era probabilmente secondo solo ai film di attualità, un genere che si può considerare l'antesignano del documentario. Le "Trick novelties", come spesso gli inglesi chiamavano i film a trucchi, ebbero un ampio seguito nel Regno Unito, con Robert W. Paul e Cecil Hepworth tra i maggiori produttori, e con John Howard Martin, del duo di registi Cricks e Martin, che produsse film a trucchi particolarmente popolari fino al 1913. Tuttavia, l'interesse britannico per i film a trucchi iniziò a mostrare il declino nel 1912, quando persino una produzione elaborata come "Alla conquista del polo" di Méliès venne accolta con relativa freddezza.
Le tecniche sperimentate nei film a trucchi includevano il rallentatore e l'acceleratore, creati variando la velocità di cattura della cinepresa, un effetto speciale chiamato stop trick, usato in fase di post produzione, e diversi altri effetti speciali ottenuti con il solo uso della cinepresa, tra cui ad esempio l'esposizione multipla. Anche dopo il declino di questo genere, alcuni effetti presenti in esso sono sopravvissuti nelle gag delle commedie mute, come ad esempio in La palla nº 13 (Sherlock Jr.) di Buster Keaton, mentre la natura spettacolare dei film a trucchi è stata ripresa poi nel cinema horror, in quello di fantascienza e nei film di cappa e spada.

## Stile
I film a trucchi non devono essere confusi con i cortometraggi muti che facevano uso dei comuni trucchi da illusionisti, poiché i primi sono quei film in cui le illusioni vengono create utilizzando tecniche cinematografiche.
I film a trucchi trasmettono solitamente un umorismo vivace, creato non tanto da scherzi o situazioni comiche, quanto dall'energica stravaganza insita nel far sembrare che accadano eventi impossibili. Come ha sottolineato il filosofo Noël Carroll, la commedia nello stile del film di Méliès è "una questione di gioia supportata da trasformazioni meravigliose ed eventi fisicamente impossibili", "una commedia di liberazione metafisica che celebra la possibilità di sostituire le leggi della fisica con le leggi dell'immaginazione".